# 新加坡空军第142中队
新加坡空军第142中队（英語：142 Squadron, Republic of Singapore Air Force）是新加坡共和国空军的一个战斗轰炸机中队，基于位于新加坡巴耶利峇空军基地。这个中队以“荣誉与荣耀（Honour and Glory）”为座右铭、以狮鹫为徽章。中队目前主要运营波音为新加坡客制的F-15SG攻擊鷹战斗轰炸机。2022年12月，142中队在主场与澳大利亚皇家空军第75中队的F-35战机进行了联合演练，为未来这一机型的潜在运作累积经验。

## 机型
- 18 T/A-4SU Super Skyhawks（战斗轰炸机，1974-2005)[3]
- 15 F-15SG 攻击鹰（2016年至今）